# Aristobrotica
Aristobrotica là một chi bọ cánh cứng trong họ Chrysomelidae.
Chi này được Bechyne miêu tả khoa học năm 1956.

## Các loài
Các loài trong chi này gồm:
- Aristobrotica allardi (Jacoby, 1887)
- Aristobrotica angulicollis (Erichson, 1878)
- Aristobrotica anisocincta (Bechyne, 1958)
- Aristobrotica atrilineata (Blake, 1966)
- Aristobrotica belemea (Gahan, 1891)
- Aristobrotica bowditchi (Bechyne, 1958)
- Aristobrotica conformis (Gahan, 1891)
- Aristobrotica delecta (Gahan, 1891)
- Aristobrotica discreta (Weise, 1921)
- Aristobrotica excisa (Weise, 1921)
- Aristobrotica flavonotata (Jacoby, 1880)
- Aristobrotica marinipennis (Gahan, 1891)
- Aristobrotica mirapeua de A, 1997
- Aristobrotica nigrovittulata (Baly, 1886)
- Aristobrotica paraensis (Baly, 1886)
- Aristobrotica proba (Weise, 1921)
- Aristobrotica spectabilis (Baly, 1891)
- Aristobrotica steinheili (Baly, 1886)
- Aristobrotica zelota (Gahan, 1891)